# Danis metrophanes
Danis metrophanes är en fjärilsart som beskrevs av Hans Fruhstorfer 1915. Danis metrophanes ingår i släktet Danis och familjen juvelvingar. Inga underarter finns listade i Catalogue of Life.